# Caroline Hanke
Caroline Hanke (* 27. August 1980 in Dortmund) ist eine deutsche Schauspielerin.

## Leben/Wirken
Caroline Hanke wuchs in Dortmund auf. Im Alter von zwölf Jahren begann sie an der Naturbühne Hohensyburg Theater zu spielen. Nach dem Abitur studierte sie an der Hochschule für Musik und Theater Rostock Schauspiel. 2004 spielte Hanke am Volkstheater Rostock in der Inszenierung Ich knall euch ab unter der Regie von Walter Meierjohann mit. 2006 wurde sie festes Ensemblemitglied am Staatsschauspiel Dresden. 2009 spielte sie die Titelrolle in Strindbergs Fräulein Julie am Hans-Otto-Theater in Potsdam. Darauf folgte ab Sommer 2010 ein Festengagement am Schauspiel Dortmund unter der Intendanz von Kay Voges.
Hanke hat in diversen Film- und Fernsehproduktionen mitgewirkt. Seit 2022 spielt sie die Kriminaltechnikerin Felicitas „Feli“ Lorentzen in der Flensburger Krimiserie Mordsschwestern – Verbrechen ist Familiensache.
Caroline Hanke lebt seit 2021 in Leipzig und ist mit dem Schauspieler Marcus Melzwig verheiratet. Gemeinsam haben sie zwei Kinder.

## Filmografie (Auswahl)
- 2016: Junges Licht
- 2016: Studio 627
- 2018: Stubbe – Von Fall zu Fall: Tod auf der Insel
- 2019: SOKO Wismar – Hafen der Ehe[5]
- 2019: Tatort: Kaputt
- 2019: Merz gegen Merz[6]
- 2020: Rentnercops – Aliens
- 2020: Spürbar Nichts (Kurzfilm)
- 2020: Danach (Kurzfilm)
- 2021: Unbroken
- 2021: Algiers Confidential[7]
- 2021: Sankt Maik
- 2021: SOKO Köln – Wohnungsnot
- 2021: Unter Freunden stirbt man nicht
- 2021: Der Lehrer – Mit wie viel L schreibt man Bullshit?
- 2021: Gefährliche Nähe
- 2022: Mord mit Aussicht – Sauberer Abgang
- 2022: Letzte Spur Berlin – Straßenkinder
- seit 2022: Mordsschwestern – Verbrechen ist Familiensache (Fernsehserie)
- 2024: Endlich Witwer – Griechische Odyssee
- 2025: SOKO Leipzig: Gut und Böse (Fernsehserie)[8]

## Theater (Auswahl)
- 2004: Ich knall euch ab, Volkstheater Rostock
- 2006–2008: Wer hat Angst vor Virginia Woolf, Staatsschauspiel Dresden
- 2009: Ein Sommernachtstraum, Staatsschauspiel Dresden
- 2010: Zero Tolerance, Schauspiel Dortmund
- 2010: Woyzeck, Schauspiel Dortmund
- 2011: Bluthochzeit, Schauspiel Dortmund
- 2012: Kabale und Liebe, Schauspiel Dortmund
- 2012: Eskalation Ordinär, Schauspiel Dortmund
- 2013: Das Fest, Schauspiel Dortmund
- 2013: Kannibale und Liebe, Schauspiel Dortmund
- 2014: Republik der Wölfe, Schauspiel Dortmund
- 2014: Verbrennungen, Schauspiel Dortmund
- 2015: Elektra, Schauspiel Dortmund
- 2016: Rambo plusminus Zement, Schauspiel Dortmund
- 2016: Die Borderline Prozession, Schauspiel Dortmund
- 2017: Nach Manila, Schauspiel Dortmund
- 2018: Der Kirschgarten, Schauspiel Dortmund
- 2018: Im Studio hört dich niemand schreien, Schauspiel Dortmund
- 2019: Play: Möwe/Abriss einer Reise
- 2020: Die drei von der Punkstelle, Schauspiel Dortmund

## Auszeichnungen
- 2011: Beste Schauspielerin/Nachwuchsschauspielerin – Kritikerumfrage NRW
- 2012: Beste Schauspielerin – Kritikerumfrage NRW
- 2017: Einladung zum 54. Theatertreffen mit Die Borderline Prozession[9]